# Calle Lorimer (línea Canarsie)
La Calle Lorimer es una estación en la línea Canarsie del Metro de la Ciudad de Nueva York de la división B del Brooklyn–Manhattan Transit Corporation. La estación se encuentra localizada en Williamsburg, Brooklyn entre la Calle Lorimer y la Avenida Metropolitan. La estación es servida en varios horarios por los trenes del Servicio .

## Galería

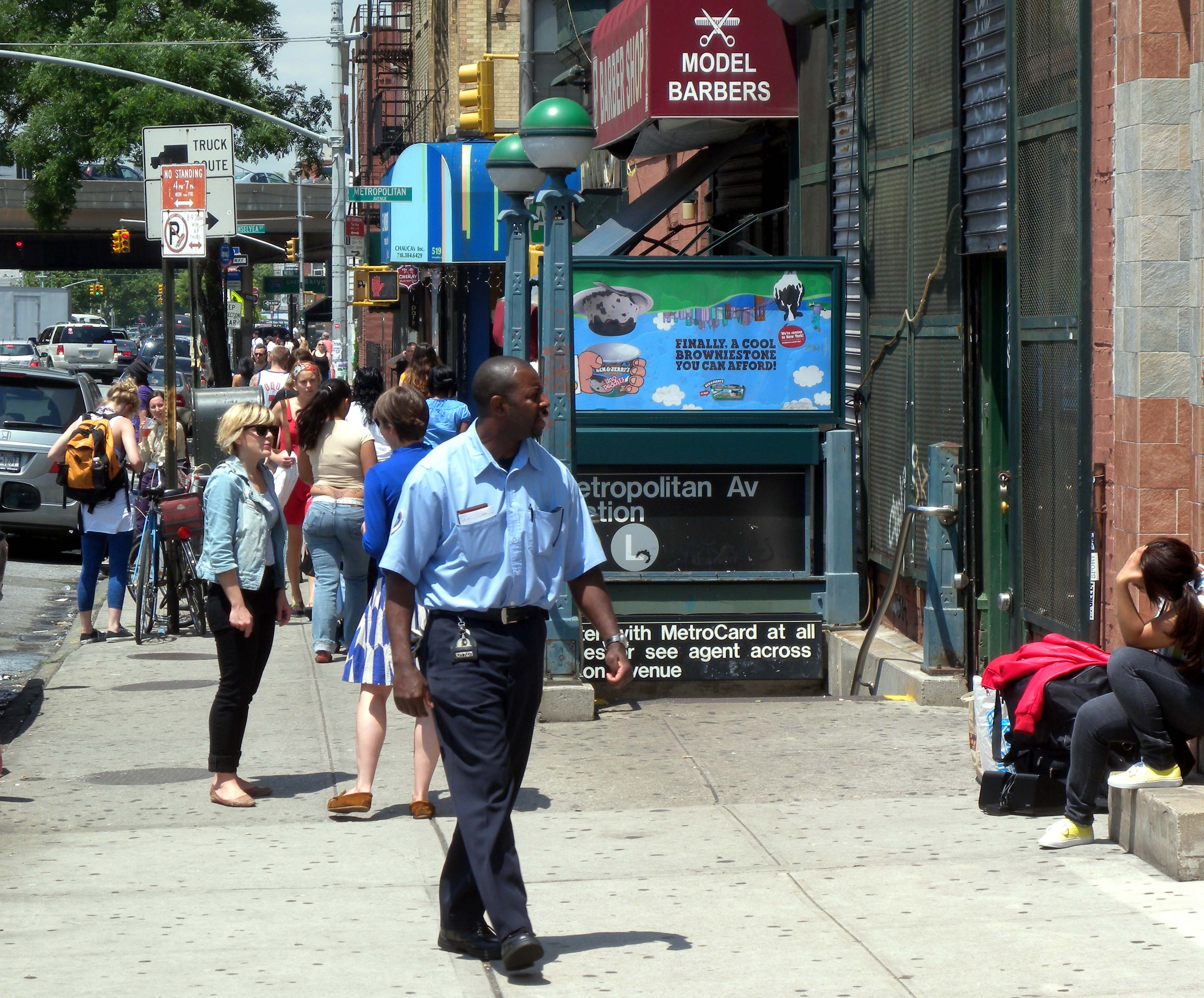
Escalera en la Avenida Metropolitan
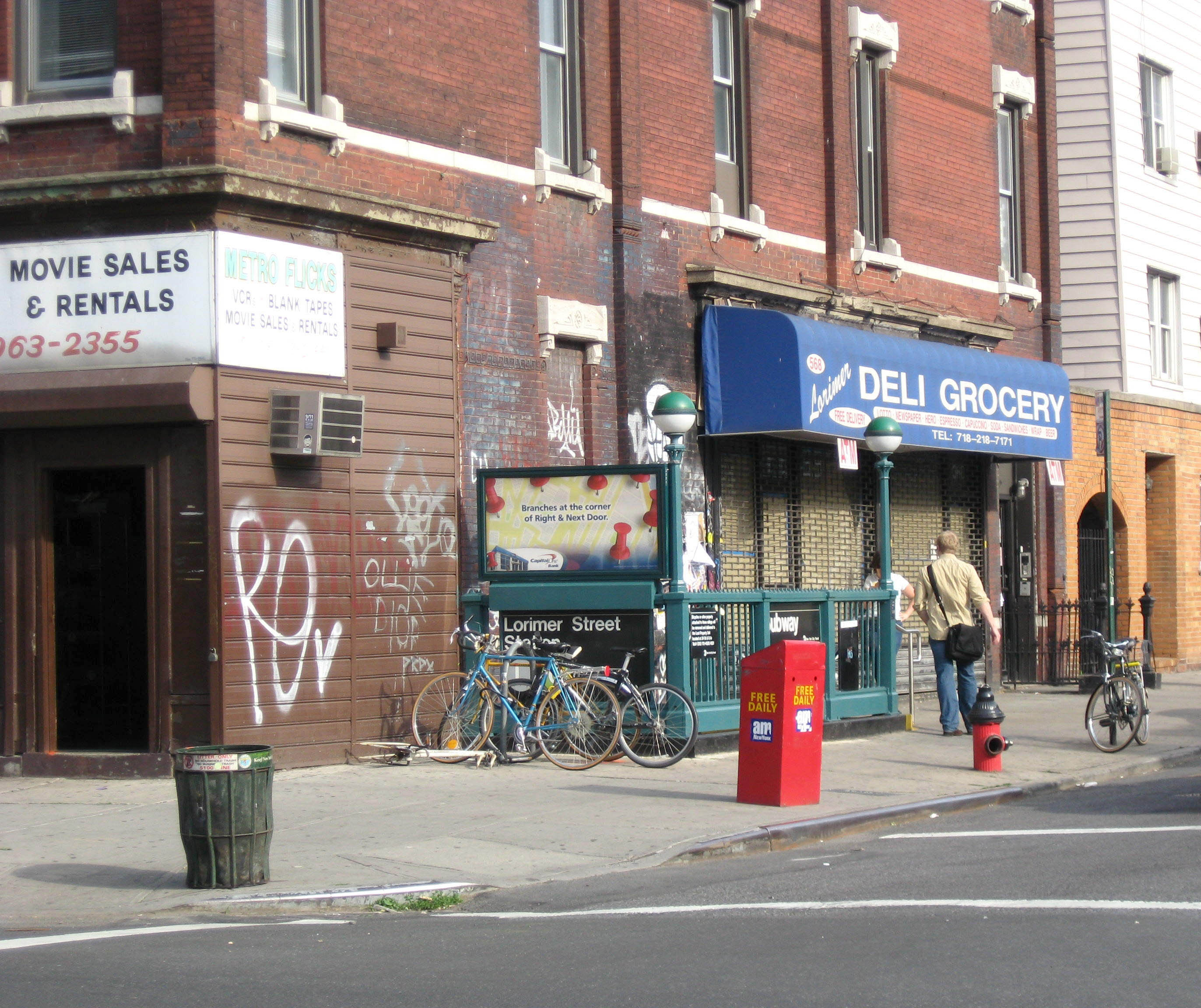
Escalera en la Calle Lorimer